# Крылов, Павел Александрович
Павел Александрович Крылов (сентябрь 1905, Санкт-Петербург, Российская империя — август 1971, Москва, СССР) — сотрудник НКВД, народный комиссар внутренних дел Кабардино-Балкарской АССР, начальник Управления НКГБ — МГБ по Измаильской области. Депутат Верховного Совета СССР 1-го созыва.

## Биография

### Образование
- 9.1925 — 6.1926 — слушатель Ленинградской губернской школы советского и партийного строительства
- 8.1927 — 4.1930 — курсант Электро-минной школы Морских Сил Балтийского моря
- 9.1930 — 5.1935 — учёба в Ленинградском электротехническом институте
- 8.1947 — 11.1948 — слушатель Курсов усовершенствования руководящего состава МГБ СССР

### Карьера
- 6.1926 — 8.1927 — секретарь Исполнительного комитета Большегорского волостного Совета
- 4 — 9.1930 — монтажник радиоаппаратного завода имени Козицкого
- 5.1935 — 11.1938 — инженер, начальник лаборатории, заместитель начальника производства завода № 210 имени Козицкого, партийный организатор ЦК ВКП(б), секретарь комитета ВКП(б) завода (Ленинград)
- 28.1.1939 — 26.2.1941 — народный комиссар внутренних дел Кабардино-Балкарской АССР, капитан государственной безопасности
- 26.2 — 20.6.1941 — народный комиссар государственной безопасности Кабардино-Балкарской АССР, капитан государственной безопасности
- 6 — 7.1941 — начальник Сталинского городского отдела НКГБ (Новосибирская область), капитан государственной безопасности
- 7.1941 — 4.1943 — начальник Сталинского городского отдела НКВД (Новосибирская область), капитан, подполковник государственной безопасности
- 4.1943 — 4.1944 — начальник Сталинского городского отдела НКГБ (Кемеровская область), подполковник — полковник
- 4.1944 — 8.1947 — начальник Управления НКГБ — МГБ по Измаильской области, полковник
- 2.11.1948 — 16.2.1952 — начальник Управления охраны МГБ Оренбургской железной дороги, полковник
- 2.1952 — 3.1954 — начальник объекта № 714 I-го главного управления при СМ СССР, полковник

## Звания
- 7.3.1939 — капитан государственной безопасности
- 11.2.1943 — подполковник
- 25.11.1943 — полковник

## Награды
- 26.4.1940 — орден «Знак Почёта» — за успешное выполнение заданий Правительства по охране государственной безопасности
- 20.9.1943 — орден «Знак Почёта», орден Красной Звезды